# Simon Kofe
Simon Kofe (Funafuti, 1983) è un politico tuvaluano, ministro delle Tuvalu per la Giustizia, le Comunicazioni e gli Affari esteri, dal 19 settembre 2019.
È anche deputato di Funafuti al Fale i Fono dal 2018.
Nel novembre 2021, partecipa a distanza alla Glasgow Climate Change Conference (COP 26) con un discorso video preregistrato in cui parla in ginocchio - nel profondo dell'oceano di fronte alla bandiera delle Nazioni Unite e bandiera delle Tuvalu .